# Nelson Veras
Nelson Veras, (Salvador da Bahia, 1977. augusztus 6. –) brazil jazzgitáros. Technikája és képzelete szinte határtalannak tűnik.

## Pályafutása
Nelson Veras nyolcéves korában kezdett gitározni. Bahiában kapott először klasszikus gitár leckéket. Gitárszólókat másolt magának lemezekről. 14 évesen Párizsba költözött. Jeff Gardnernél kezdett dzsesszzenét tanulni, majd és letrehozott egy kiváló kvartettet. 1992-ben Verast Frank Cassenti és Pat Metheny fedezte fel a Marciac Jazz Fesztiválon. Aldo Romano felvételeket készített vele, Jeff Gardnerrel albumain dolgozott. Ezután visszatért Brazíliába, hogy befejezze az iskolát, utána a Párizsi Konzervatóriumban tanult.
Párizsban olyan zenészekkel dolgozott, mint Lee Konitz, Aldo Romano, Dominique di Piazza, Michel Graillier, Malik Mezzadri és Jean-Louis Matinier. 2004-ben kiadta „Nelson Veras” című albumát. A saját neve alatt további albumi születtek. 2009-ben fellépett a 22. Nemzetközi Gitárfesztiválon Freiburgban.
Veras többek között a következő zenészekkel játszott különböző zenekarokban: Michel Petrucciani, Gary Peacock, Mark Turner, Steve Coleman, Fabrice Moreau, Pablo Held, Szandai Mátyás, Claude Nougaro, Jean-Louis Matinier, Hubert Dupont, Jean-Baptiste Boclé, Adam Pierończyk, Frédéric Viale, Félix Zurstrassen.

## Albumok
- 1964: Jeff Gardner/Rick Margitza: "Second Home"
- 1999: Ivete Sangalo: "Canibal"
- 2000: Magic Malik Orchestra: "69 96"
- 2001: Yoshino: "Passion Flute"
- 2004: Nelson Veras
- 2005: Aka Moon: "Amazir"
- 2005: Harmen Fraanje Quintet: "Ronja"
- 2006: Christophe Wallemme: "Namaste"
- 2006: Steve Coleman/Five Elements: "Weaving Symbolics"
- Dominique di Piazza: "Princess Sita", 2007
- 2009: "Solo Session Vol.1"
- 2011: Nelson Veras, Thomas Morgan, Stéphane Galland: "Rouge sur Blanc"
- 2014: Airelle Besson / Nelson Veras: "Prélude"
- 2015: Franck Nicolas, Nelson Veras, Sonny Troupé: "Trio Soleil"
- 2016: Benoît Delbecq/Nelson Veras: "1-0"
- 2018: Jonathan Kreisberg, Nelson Veras: "Kreisberg Meets Veras"
- 2020: Pablo Held: "Ascent"
- 2021: Florian Arbenz, Hermon Mehari, Nelson Veras: "Conversations Hashtag 1.